# Megaselia fuscopleuralis
Megaselia fuscopleuralis är en tvåvingeart som beskrevs av Schmitz 1929. Megaselia fuscopleuralis ingår i släktet Megaselia och familjen puckelflugor. Inga underarter finns listade i Catalogue of Life.